# Isoxya semiflava
Isoxya semiflava är en spindelart som beskrevs av Simon 1887. Isoxya semiflava ingår i släktet Isoxya och familjen hjulspindlar. Inga underarter finns listade i Catalogue of Life.